# 2MASS J12074717+0244249
2MASS J12074717+0244249 ist ein etwa 300 Lichtjahre von der Erde entfernter Brauner Zwerg im Sternbild Jungfrau. 
Er wurde 2002 von Suzanne L. Hawley et al. entdeckt. Er gehört der Spektralklasse L8 an. Seine Position verschiebt sich aufgrund seiner Eigenbewegung jährlich um 0,51667 Bogensekunden.